# Boris Hagelin

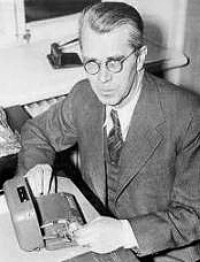
Boris Hagelin

Boris Hagelin (Adschikent, 2 juli 1892 - Zug, 7 september 1983) was een Zweedse ingenieur, ontwerper van codeermachines en succesvol zakenman.
Geboren in het Russische Adschikent zond zijn Zweedse vader hem naar Zweden waar hij in 1914 afstudeerde als ingenieur waarna hij zich specialiseerde als elektrotechnisch ingenieur. Na de Russische Revolutie verhuisde hij naar de Verenigde Staten om er te werken voor het General engineering Department van de Standard Oil Company. Een jaar later keerde hij terug om supervisor te worden voor de firma Aktiebolaget Cryptograph, die codeermachines produceerde van de Zweedse ingenieur Arvid Damm.
In 1925 nam Hagelin de leiding over en startte zelf met de ontwikkeling van nieuwe codeermachines. In 1932 werd A.B. Cryptograph vervangen door A.B. Cryptoteknik. Na de Tweede Wereldoorlog verhuisde Hagelin naar Zug in neutraal Zwitserland vanwege exportbeperkingen op cryptografische machines in Zweden. Hagelin Cryptos werd een gerenommeerd merk van cryptografische toestellen en zijn ondertussen in Crypto AG omgedoopte firma speelt tot vandaag een leidende rol in de ontwikkeling en productie van cryptografische toestellen.

## De codeermachines

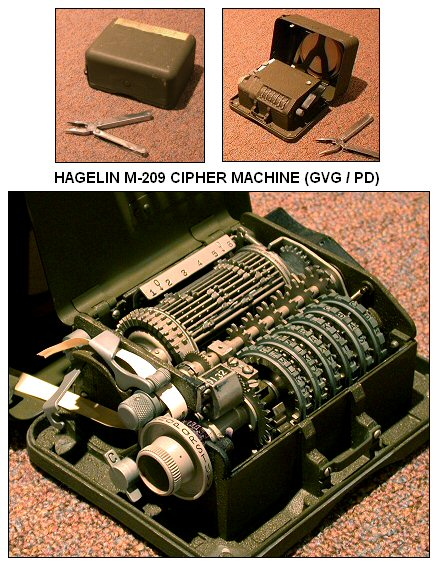
Hagelin M-209

In 1925 ontwikkelde Hagelin de B-21, zijn eerste codeermachine op vraag van de generale staf van het Zweedse leger. De B-211, een aangepaste versie die de tekst kon afdrukken werd in 1932 ontwikkeld voor het Franse leger. Met de winst van de 500 verkochte toestellen richtte Hagelin in 1940 zijn eerste eigen atelier in.
In 1935 kwam de C-35 op de markt. Een volledig mechanische codeermachine met het revolutionaire "pin-en-lug" mechanisme. Een jaar later volgde de C-36, een verbeterde versie met een sterk verhoogd aantal sleutelcombinaties. Met een variant van deze machine trok Hagelin in 1940 naar de Verenigde Staten en dit resulteerde in de grootste verkoop ooit van cryptografische machines. Het Amerikaanse leger produceerde de C-38 in licentie onder de naam M-209. Tegen het einde van de Tweede Wereldoorlog waren meer dan 140.000 van de M-209 als tactische codeermachine gemaakt in de VS.
Na de Tweede Wereldoorlog besloot Hagelin een toestel te ontwikkelen met hoog veiligheidsniveau dat uitgebreide cryptoanalyse kon weerstaan. In 1952 opende de C-52 en CX-52 de deur naar de markt van het geheime militaire en diplomatieke berichtenverkeer. Het toestel met zijn cryptografische sterkte veroorzaakte opschudding in de wereld van cryptoanalisten en werd met een verkoop in meer dan zestig landen een groot commercieel succes tijdens de Koude Oorlog. De combinatie met het B-52 elektrisch toetsenbord werd BC-52 genoemd.
In 1955 kwam de kleine CD-55 pocket-sized codeermachine op de markt, twee jaar later gevolgd door de CD-57. Hagelin ontwikkelde nog verschillende codeersystemen voor encryptie van telexsignalen zoals de T-52 en T-55 en de TMX-52 Ciphering Teleprinter. De elektromechanische HX-63 was de enige cryptografische rotormachine die Hagelin ooit ontwikkelde. De zeer geavanceerde HX-63, gebouw in 1963 had een ongelofelijke 10600 sleutelcombinaties.